# Jan Ogonowski (wojski)
Jan Ogonowski herbu Pomian (zm. w 1677 roku) – wojski sądecki w latach 1671-1677, rotmistrz wojska powiatowego województwa krakowskiego w 1672 roku.